# Tizi N'Berber
Tizi N'Berber (în arabă تيزى نبربر) este o comună din provincia Béjaïa, Algeria.
Populația comunei este de 12.624 de locuitori (2008).